# 金竹镇 (遂昌县)
金竹镇，是中华人民共和国浙江省丽水市遂昌县下辖的一个乡镇级行政单位。

## 行政区划
金竹镇下辖以下地区：
金竹村、早坞村、王村、岭内村、王川村、百胜村、叶村、夏东村、梭溪塘岭村、交塘村、兰蓬村、龙溪村、古楼村和茶竹岭村。